# Coenosia inaequivitta
Coenosia inaequivitta är en tvåvingeart som först beskrevs av Malloch 1922.  Coenosia inaequivitta ingår i släktet Coenosia och familjen husflugor. Inga underarter finns listade i Catalogue of Life.